# گریگوری کولتونف
گریگوری کولتونف (۱۹۰۷، اودسا- ۱۹۹۹، همان‌جا) کارگردان، فیلمنامه‌نویس و نمایشنامه نویس اهل کشور اتحاد جماهیر شوروی بود. وی فیلمنامهٔ فیلم رستم و سهراب را نوشته بود.